# Dinah Jane 1
Dinah Jane 1 es el EP debut de la cantante estadounidense Dinah Jane. El EP fue lanzado el 19 de abril de 2019 a través de Hitco, acompañado de su sencillo principal "Heard It All Before". Dinah Jane 1 sigue el lanzamiento en septiembre de 2018 del primer single en solitario de Jane "Bottled Up", con Ty Dolla Sign y Marc E. Bassy.

## Antecedentes y lanzamiento
Jane dijo que inicialmente no quería lanzar el EP, sin embargo, el ejecutivo discográfico L.A. Reid la convenció de lo contrario. El 28 de marzo de 2019, Jane lanzó la portada de Dinah Jane 1  a través de las redes sociales, escribiendo junto a ella "19/4", refiriéndose a la fecha de lanzamiento del EP. En la semana anterior al lanzamiento del EP, Jane comenzó a burlarse de las canciones a través de las redes sociales lanzando fragmentos de audio para que los fanáticos escuchen. Jane lanzó versiones de audio de cada pista a YouTube, cada una de las cuales se duplicó como videos de letras. También se lanzó un video musical para el sencillo principal "Heard It All Before".

## Recepción crítica
Nylon lo nombró uno de los mejores lanzamientos musicales de la semana, y comentó que Jane "finalmente encontró su sonido". Billboard llamó a las canciones "tremendamente pegadizas" y "R&B de la vieja escuela con tratamiento listo para el club 2019". Mike Neid de  Idolator llamó al EP una "introducción adecuada a los pensamientos internos de la estrella del pop".

## Lista de Canciones
| N.º   | Título                | Producer(s) | Duración |  |
| 1.    | «Heard It All Before» | J. R. Rotem | 3:21     |  |
| 2.    | «Pass Me By»          | Mel and Mus | 3:22     |  |
| 3.    | «Fix It»              | Neff-U      | 3:22     |  |
| 10:05 |                       |             |          |  |